# NGC 81
NGC 81 је спирална галаксија у сазвежђу Андромеда која се налази на NGC листи објеката дубоког неба.
Деклинација објекта је + 22° 23' 0" а ректасцензија 0h 21m 13,2s. Привидна величина (магнитуда) објекта NGC 81 износи 15,7 а фотографска магнитуда 16,5. NGC 81 је још познат и под ознакама NPM1G +22.0016, PGC 1352.